# Rupert (Nyugat-Virginia)
Rupert település az Amerikai Egyesült Államok Nyugat-Virginia államában, Greenbrier megyében. Lakosainak száma 877 fő (2020. április 1.).

## Népesség
A település népességének változása:

| 2010 | 942 |
| 2020 | 877 |